# 11-а танкова бригада
Единадесета танкова бригада е бивше танково съединение на българската армия.

## История
Създадено е с МЗ № 2 от 29 април 1945 г. в Пловдив под името втора бронирана бригада. Състои се от 2 щурмови дружини, базирани в Хасково, 1 танкова дружина в София, по 1 свързана и разузнавателна рота в Самоков и други служби. От 1950 г. бригадата получава нов военнопощенски номер и е преименувана на 11-а танкова бригада и преминава на полкова организация. Новият ѝ състав е следния – 1 танков полк, два мотострелкови полка, гаубичен артилерийски полк, зенитно-артилерийски дивизион и щабни роти.
През 1950 г. бригадата преминава от батальонна на полкова организация и получава нов военно пощенски номер и номерация -11-а танкова бригада. С тази номерация тя остава до края на своето съществуване. Организационно-щатният състав на бригадата се състои от: един танков полк, два мотострелкови полка, един гаубичен артилерийски полк, един зенитно артилерийски дивизион и съответните щабни роти. Със заповед № 98/ 15 март 1955 г. на министъра на отбраната е преобразувана в 11-и отделен танков полк и предислоцирана в Ботевград. От август 1959 г. отново е преименувана на 11-а танкова бригада със същия военнопощенски номер и се премества в Карлово. Разформирована е в началото на 90-те години. През 1992 г. се формира 61-ва Стрямска механизирана бригада, която се води наследник на 11-а танкова бригада.

## Командири
Званията са към датата на заемане на длъжността:
- полковник Асен Сурдолов– 1945 – 1947 г.
- полковник Иван Александров Босилков – 1947 – 1948 г.
- полковник Кирил Борисов Савов – 1948 – 1950 г.
- полковник Никола Кръстев Грънчаров-1950-1953 г.
- подполковник Петър Чергиланов – 1953 – 1955 г.
- полковник Тодор Рангелов Кираджийски-1955-1957 г.
- полковник Иван Георгиев Буруджиев-от 1957 г.-1962 (първоначално на полка, а след това и на бригадата)
- полковник Петър Чергиланов 1962 – 1963
- Костадин Гишин 1963 – ?
- полковник Тодор Гатев до 1970
- полковник Петко Петков–1970-1974 г.
- полковник Драган Накев–през 1974 г.
- полковник Петър Дрянов
- подполковник Любен Петров – 1982 – 1983 г.
- подполковник Димитър Кръстев – 30 септември 1983 – 1986 г.
- полковник Гиньо Тонев 1986 – 1988 г.
- полковник Иван Кръстев – 1988 – ?

## ЗКПЧ
- подполковник Дельо Делчев 1946 г.
- майор Любен Динов 1946 – 1951 г.
- майор Ненко Ненков 1951 1952 г.
- подполковник Сава Савов 1952 – 1954 г.
- майор Димитър Трампов 1954 – 1955 г.
- майор Петър Пенчев – 60-те години

## Началници на Ракетните войски и артилерията
- майор Вълчо Фотев 30 септември 1978 – 21 септември 1981

## Наименования
- 2-ра бронирана бригада (1945 – 1950)
- 11-а танкова бригада (1950 – 1955)
- 11-и отделен танков полк (1955 – 1959)
- 11-а танкова бригада (1959 – 1988
- 11-а резервна бригада? (1988 – 1990?)
- 11-и териториален учебен център – (1990?)